# Borgerlig politik
Borgerlig politik är politik som stöds eller förespråkas av borgerligheten. Begreppet saknar entydig definition och dess betydelse varierar beroende på tid och plats. I västvärlden i stort används termen efter 1900-talets mitt knappt längre, men i Norden och särskilt i Sverige, där socialdemokratin länge dominerade politiken med mycket långa maktinnehav under stora delar av 1900-talet, har dock termen fortsatt att användas i samhällsdebatten, och då främst som en samlande beteckning inom blockpolitiken för icke-socialistisk politik. Termen har över tid i norden kommit att bli synonym med icke-socialistisk politik, som ett samlande begrepp för liberal, konservativ, kristdemokratisk och bondepolitik, trots inneboende stora motsättningar mellan de ideologier som klumpats ihop under termen. Partier som förespråkar borgerlig politik kallas borgerliga partier.
Karl Marx och marxismen bidrog till att popularisera beppreppet genom klassanalys där den kapitalägande borgerligheten ställs mot det egendomslösa proletariatet, och genom att framställa konflikten mellan kapitalism och socialism som den främsta politiska konflikten. Borgerlig politik framställs ibland av de med sympatier till vänster i politiken som medelklassens politik, och då inte sällan i nedlåtande termer som politik för och av en massa som antas följa strömmen och gå i kapitalets ledband.